# Comune distrettuale di Kaunas
Il comune distrettuale di Kaunas è uno dei 60 comuni della Lituania, situato nella regione dell'Aukštaitija.